# Daddy Long Legs (commedia)
Daddy Long Legs è un commedia statunitense scritta da Jean Webster che debuttò a Broadway, al Gaiety Theatre il 28 settembre 1914. Lo spettacolo, che aveva come protagonista nel ruolo di Judy l'attrice Ruth Chatterton, chiuse i battenti nel maggio 1915 dopo 264 recite. La commedia venne ripresa a Broadway il 16 novembre 1918, all'Henry Miller's Theatre.
Il lavoro teatrale si basa sul romanzo omonimo (tradotto in italiano con il titolo Papà Gambalunga) pubblicato da Jean Webster nel 1912.

## Il cast della prima (Broadway, 28 settembre 1914)
- Mabel Burt: Miss Pritchard
- Ruth Chatterton: Judy
- Harry Dodd: Cyrus Wycoff
- Maud Erwin: Mamie
- Edward Howard:  John Codman
- Gilda Leary: Julia Pendleton
- Ethel Martin: Mrs. Pendleton
- Edna McCauley: cameriera
- Daniel Pennell: Walters
- Margaret Sayres: Mrs. Lippett
- Charles Trowbridge: James McBride
- Charles Waldron: Jervis Pendleton
- Robert Waters: Abner Parsons
- H. Conway Wingfield: Griggs
- Cora Witherspoon: Sallie McBride
- "Boots" Wooster: Gladiola

## Revival (Broadway, 16 novembre 1918)
- Frances Goodrich Ames
- Ruth Chatterton: Judy
- Mary Fisk
- Charles Lauton
- Bessie Lea Lestina
- Sydney Macy
- Ethel Martin
- Henry Miller
- Helen Millington
- L'Estrange Millman
- Lucia Moore
- Olive Moore
- W. B. Reed
- Nina Saville
- Charles Trowbridge
- Cora Witherspoon